# كودرينغتون
كودرينغتون (بالإنجليزية: Codrington)‏هي بلدة تقع في جزيرة بربودا، التي هي جزء من دولة أنتيغوا وباربودا.
تأسست كودرينغتون من قبل كريستوفر كودرينغتون وشقيقه جون في عام 1685، ليكون المركز السكني الرئيسي في الجزيرة. حينما قاموا ببناء القلعة التي هيمنت على البلدة، لكنها أصيبت بأضرار بالغة بسبب زلزال عام 1843 ولم يتبق سوى أثر ضئيل منها.
في عام 1741، وقع تمرد العبيد الأول في كودرينغتون. ثورة الشاطئ نشأت نتيجة لسلوك توماس بيتش «القاسي والاستبدادي». تم ذبح العديد من قطعان الماشية، وحدثت أضرار لممتلكات ومعدات كودرينغتون.
وسجل عدد سكان كودرينغتون 700 في تعداد 1904، و 252 1 في تعداد عام 1991. ويخدم كودرينغتون مطار باربودا كدرينغتون.

## إعصار إيرما
في 6 سبتمبر 2017، اجتاح المدينة إعصار إيرما، من الفئة 5. وذكر رئيس الوزراء غاستون براون أنه كان هناك أضرار ل 95٪ من المنشآت في الجزيرة الصغيرة وأنه «من وجهة نظر أن الجزيرة بالكاد صالحة للسكن».

## روابط خارجية
- متاحف أنتيغوا